# Headbangen

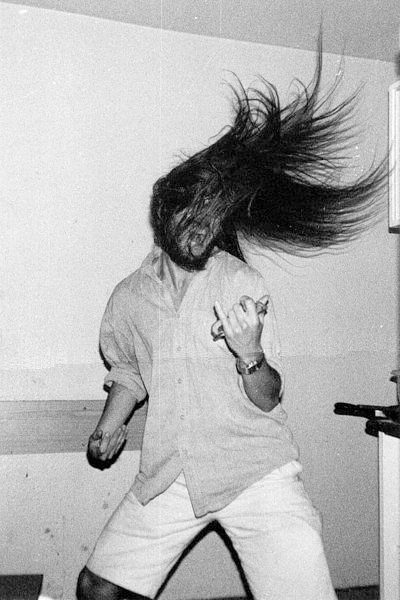
Een headbanger uit Frankrijk (1992)

Headbangen is het krachtig schokkend bewegen van het hoofd op de maat van muziek. Deze soort dans komt vooral voor bij metal en hardrock. Het ritmisch meebewegen op geluid kan een soort trance oproepen en/of versterken waarin men opgaat in de muziek. Het headbangen wordt vooral uitgevoerd door het publiek van concerten. 

## Oorsprong
Headbangen kreeg vooral bekendheid door Angus Young, de Schots/Australische gitarist die in de jaren '80 beroemd is geworden in AC/DC. 
Er is ook een verklaring waarin reeds de band Led Zeppelin (opgericht eind jaren '60) met deze term kwam, tijdens hun eerste VS-tour bij het Boston Tea Party begin 1969. Hier stonden fans vooraan bij het podium hevig met hun hoofd te schudden.

## Soorten
Er bestaan meerdere wijzen van headbangen, waaronder:
- Op en neer: De meest uitgevoerde stijl, waarbij het hoofd op en neer bewogen wordt.
- Windmolen of  Helikopter: Stijl waarbij het hoofd in cirkels bewogen wordt. Doordat het haar meezwaait, wordt het effect van een windmolen of helikopter gecreëerd.
- Links-Rechts: Het hoofd van links naar rechts of van rechts naar links bewegen zodat het haar deels in het gezicht komt te hangen.

Portaal · Categorie